# Ludovic Proto
Ludovic Proto est un boxeur français né à Pointe-à-Pitre en Guadeloupe le 30 avril 1965.

## Carrière
Passé professionnel en 1989, il devient champion de France des poids welters en 1991 et champion d'Europe EBU de la catégorie l'année suivante. Proto met un terme à sa carrière en 1998 sur un bilan de 36 victoires et 5 défaites.